# Istoria Cehiei
Cele mai vechi urme de locuire umană a teritoriului actual al Cehiei datează din paleolitic, însă cele mai multe și cele mai importante artifacte arheologice preistorice datează din epoca neolitică. 
În antichitate, începând cu secolul al III-lea î.Hr., triburile celtice ale boilor și ulterior în secolul I î.Hr., triburile germanice ale marcomanilor și quazilor se stabileau aici. Începând cu secolul V d.Hr., slavii se stabileau și ei aici, amestecându-se cu triburile germanice și celtice de aici, din această sinteză etno-lingvistică rezultând poporul ceh. 
Pe parcursul secolului al VII-lea, negustorul franc Samo, susținător al slavilor ce luptau contra stăpânilor lor avari, devenea conducător al primului stat slav cunoscut din Europa Centrală. Principatul Moraviei apăru în secolul al VIII-lea și atinse maxima întindere în secolul al IX-lea, când frâna influența francilor și câștiga protecția Papei. Poporul ceh a trăit mult timp sub stăpâniri străine. În secolul XVI, anul 1526 poporul ceh intră sub stăpânirea Monarhiei Habsburgic (Ferdinand I, Rudolf al II-lea) și făcu parte succesiv din Imperiul Austriac și din Austro-Ungaria. 
În 28 octombrie 1918, Cehia și Slovacia își proclamă independența și unirea, formând un nou stat: Prima Republică Cehoslovacă. În 1938 aceasta cedează Ungariei, Ucraina subcarpatică. În perioada interbelică, Cehoslovacia era anexată la Germania nazistă și eliberată de aliați la sfârșitul celui de-al Doilea Război Mondial. 
În 1968 era ocupată de URSS. Regimul comunist e înlăturat în 1989.